# Blanco (canción)
«Blanco» es una canción del cantante y rapero colombiano J Balvin. Se lanzó el 15 de noviembre de 2019 como el sencillo principal de su álbum de estudio Colores. En la lista Hot Latin Songs de Billboard, alcanzó la posición dieciocho tres. El tema se certificó con doble disco de platino en México, y con disco de platino en España y Estados Unidos.

## Antecedentes y composición
La pista se estrenó el 27 de febrero de 2020, como la primera antesala del álbum Colores. El tema fue escrito por el cantante junto a Alejandro Ramírez y René Claro, en la canción de corta duración se encuentra presente un beat, además de una letra pegadiza. Fue llevada a cabo bajo la producción de Sky Rompiendo.

## Vídeo musical
El video musical de «Blanco» se estrenó el 15 de noviembre de 2019 y fue dirigido por Colin Tilley. Takashi Murakami se encargó del arte y la visual. En el material audiovisual futurista predomina el color blanco.

## Rendimiento comercial
Al igual que el resto de las canciones de Colores, logró aparecer en la lista Billboard Hot Latin Songs, alcanzando la posición número dieciocho. Adicionalmente, se certificó con disco de platino en dicho país. En México, el sencillo apareció en la ubicación treinta y cuatro en la lista Airplay de Billboard, y consiguió el doble disco de platino.

## Posicionamiento en listas
| Listas (2020)                    | Mejor posición |
| -------------------------------- | -------------- |
| Argentina (Argentina Hot 100)    | 18             |
| Colombia (National-Report)       | 1              |
| España (PROMUSICAE)              | 7              |
| Estados Unidos (Hot Latin Songs) | 18             |
| México Airplay (Billboard)       | 34             |

## Certificaciones
| País (organismo certificador) | Certificación   | Unidades certificadas |
| ----------------------------- | --------------- | --------------------- |
| España (PROMUSICAE)           | 2x Platino      | 80 000                |
| Estados Unidos (RIAA)         | Platino (Latin) | 60 000                |
| México (AMPROFON)             | 2x Platino      | 120 000               |